# Liste der Fahnenträger der georgischen Mannschaften bei Olympischen Spielen
Die Liste der Fahnenträger der georgischen Mannschaften bei Olympischen Spielen listet chronologisch alle Fahnenträger georgischer Mannschaften bei den Eröffnungsfeiern Olympischer Spiele auf.

## Liste der Fahnenträger
| Mannschaft                    | Veranstaltung                 | Fahnenträger (EF)             | Fahnenträger (AF)             |
| 1992 Teil des Vereinten Teams | 1992 Teil des Vereinten Teams | 1992 Teil des Vereinten Teams | 1992 Teil des Vereinten Teams |
| Georgien                      | Georgien                      | Georgien                      | Georgien                      |
| ----------------------------- | ----------------------------- | ----------------------------- | ----------------------------- |
| 1994 in Lillehammer           | Winterspiele                  | Surab Dschidschischwili       |                               |
| 1996 in Atlanta               | Sommerspiele                  | Giorgi Kandelaki              |                               |
| 1998 in Nagano                | Winterspiele                  | Sopiko Achmeteli              |                               |
| 2000 in Sydney                | Sommerspiele                  | Giorgi Assanidse              |                               |
| 2002 in Salt Lake City        | Winterspiele                  | Sopiko Achmeteli              | Sopiko Achmeteli              |
| 2004 in Athen                 | Sommerspiele                  | Surab Swiadauri               | Giorgi Assanidse              |
| 2006 in Turin                 | Winterspiele                  | Wachtang Murwanidse           | Iason Abramaschwili           |
| 2008 in Peking                | Sommerspiele                  | Ramas Nosadse                 | Rewas Mindoraschwili          |
| 2010 in Vancouver             | Winterspiele                  | Iason Abramaschwili           | Elene Gedewanischwili         |
| 2012 in London                | Sommerspiele                  | Nino Salukwadse               | Lascha Schawdatuaschwili      |
| 2014 in Sotschi               | Winterspiele                  | Nino Ziklauri                 | Elene Gedewanischwili         |
| 2016 in Rio de Janeiro        | Sommerspiele                  | Awtandil Tschrikischwili      | Lascha Talachadse             |
| 2018 in Pyeongchang           | Winterspiele                  | Moris Qwitelaschwili          | Iason Abramaschwili           |
| 2020 in Tokio                 | Sommerspiele                  | Nino Salukwadse               | Gogita Arkania                |
| 2020 in Tokio                 | Sommerspiele                  | Lascha Talachadse             | Gogita Arkania                |
| 2022 in Peking                | Winterspiele                  | Moris Qwitelaschwili          | Luka Berulawa                 |
| 2022 in Peking                | Winterspiele                  | Nino Ziklauri                 | Luka Berulawa                 |
| 2024 in Paris                 | Sommerspiele                  | Nino Salukwadse               | Geno Petriaschwili            |
| 2024 in Paris                 | Sommerspiele                  | Lascha Talachadse             | Geno Petriaschwili            |

Anmerkung: (EF) = Eröffnungsfeier, (AF) = Abschlussfeier

## Statistik
| Rang    | Sportart     | EF | AF | ∑  |
| ------- | ------------ | -- | -- | -- |
| 1       | Gewichtheben | 3  | 2  | 5  |
| 2       | Judo         | 2  | 1  | 3  |
| 2       | Ringen       | 1  | 2  | 3  |
| 2       | Schießen     | 3  | 0  | 3  |
| 5       | Boxen        | 1  | 0  | 1  |
| 5       | Karate       | 0  | 1  | 1  |
| Gesamt: | Gesamt:      | 10 | 6  | 16 |

| Rang    | Sportart     | EF | AF | ∑  |
| ------- | ------------ | -- | -- | -- |
| 1       | Ski Alpin    | 6  | 3  | 9  |
| 2       | Eiskunstlauf | 3  | 3  | 6  |
| Gesamt: | Gesamt:      | 9  | 6  | 15 |

| Rang    | Sportart     | EF | AF | ∑  |
| ------- | ------------ | -- | -- | -- |
| 1       | Ski Alpin    | 6  | 3  | 9  |
| 2       | Eiskunstlauf | 3  | 3  | 6  |
| 3       | Gewichtheben | 3  | 2  | 5  |
| 4       | Judo         | 2  | 1  | 3  |
| 4       | Ringen       | 1  | 2  | 3  |
| 4       | Schießen     | 3  | 0  | 3  |
| 7       | Boxen        | 1  | 0  | 1  |
| 7       | Karate       | 0  | 1  | 1  |
| Gesamt: | Gesamt:      | 19 | 12 | 31 |